# Earl of Clarendon

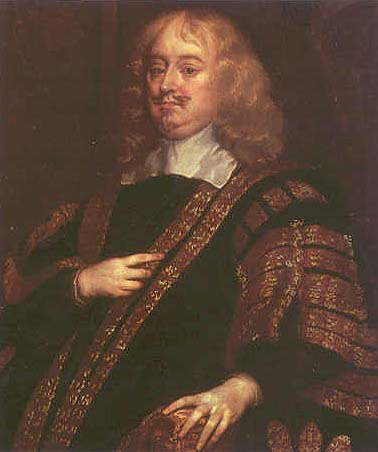
Edward Hyde, 1. Earl of Clarendon

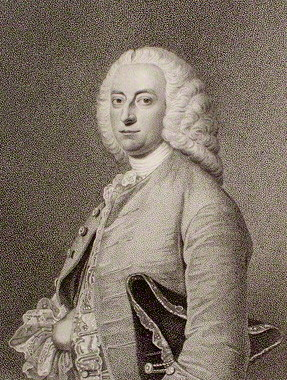
Thomas Villiers, 1. Earl of Clarendon

Wappen der Earls of Clarendon (erster Verleihung)

Wappen der Earls of Clarendon (zweiter Verleihung)

Earl of Clarendon ist ein erblicher britischer Adelstitel in der Peerage of Great Britain. Er war zuvor bereits einmal in der Peerage of England verliehen worden.
Familiensitz der Earls ist Holywell House bei Bishop's Waltham in Hampshire.

## Verleihungen und nachgeordnete Titel
Die erste Verleihung erfolgte am 20. April 1661 in der Peerage of England an den englischen Staatsmann und Historiker Edward Hyde, 1. Baron Hyde. Zusammen mit der Earlswürde wurde ihm der nachgeordnete Titel Viscount Cornbury verliehen. Bereits am 3. November 1660 war ihm, ebenfalls in der Peerage of England, der Titel Baron Hyde, of Hindon, verliehen worden. Beim Tod seines Enkels, des 3. Earls, fielen die Titel an dessen Cousin, Henry Hyde, 2. Earl of Rochester, der bereits 1711 von seinem Vater die diesem verliehenen Titel Earl of Rochester, Viscount Hyde of Kenilworth und Baron Wotton Basset geerbt hatte. Alle seine Titel erloschen, als er am 10. Dezember 1753 starb, ohne Erben zu hinterlassen.
In zweiter Verleihung wurde der Earlstitel am 14. Juni 1776 in der Peerage of Great Britain für Thomas Villiers, 1. Baron Hyde, den zweiten Sohn von William Villiers, 2. Earl of Jersey, neu geschaffen. Er war der Ehemann der Enkelin des 4. Earls erster Verleihung, stammte aus der Adelsfamilie Villiers und war bereits am 3. Juni 1756 zum Baron Hyde, of Hindon in the County of Wiltshire, erhoben worden. Letzterer Titel, der zur Peerage of Great Britain gehört, wird als Höflichkeitstitel vom jeweiligen Heir apparent des Earls geführt.

## Liste der Earls of Clarendon

### Earl of Clarendon, erste Verleihung (1661)
- Edward Hyde, 1. Earl of Clarendon (1609–1674)
- Henry Hyde, 2. Earl of Clarendon (1638–1709)
- Edward Hyde, 3. Earl of Clarendon (1661–1723)
- Henry Hyde, 4. Earl of Clarendon, 2. Earl of Rochester (1672–1753)

### Earl of Clarendon, zweite Verleihung (1776)
- Thomas Villiers, 1. Earl of Clarendon (1709–1786)
- Thomas Villiers, 2. Earl of Clarendon (1753–1824)
- John Charles Villiers, 3. Earl of Clarendon (1757–1838)
- George William Frederick Villiers, 4. Earl of Clarendon (1800–1870)
- Edward Hyde Villiers, 5. Earl of Clarendon (1846–1914)
- George Herbert Hyde Villiers, 6. Earl of Clarendon (1877–1955)
- George Frederick Laurence Hyde Villiers, 7. Earl of Clarendon (1933–2009)
- George Edward Laurence Villiers, 8. Earl of Clarendon (* 1976)

Titelerbe (Heir apparent) ist der Sohn des derzeitigen Earls, Edward George James Villiers, Lord Hyde (* 2008).